# Istemi
Istemi, Dizabul ali Ištemi Sir jabgu kagan (kitajsko: 室點密) je bil vladar zahodnega dela Gokturkov, ki je kasneje postal Zahodni turški kaganat in vladal Sogdijcem, * ni znano, † 575.
Bil je sin Ašina Tuvuja in oče Tarduja in Tamgana. Leta 552 in 553 je bil jabgu (vazal) svojega brata Bumin kagana. Po smrti je v turških virih omenjen kot kagan. 

## Vladanje
Med svojo vladavino je vzpostavil diplomatske odnose s Perzijskim in Bizantinskim cesarstvom, premagal Heftalite in deloval kot najvišji državnik med razpadom vzhodne polovice gokturškega cesarstva. O njem je veliko znanega od diplomatskih predstavnikov Bizantinskega cesarstva. 
Kmalu potem, ko so nestorijanski krščanski menihi pretihotapili jajčeca sviloprejke iz Kitajske v Bizantinsko cesarstvo, je bizantinski zgodovinar Menander Protektor opisal, kako so Sogdijci poskušali vzpostaviti neposredno trgovino s kitajsko svilo z Bizantinskim cesarstvom. Ko je Istemi sklenil zavezništvo s sasanidskim vladarjem Kozravom I., da bi premagal Heftalitsko cesarstvo, so se na Istemija obrnili sogdijski trgovci s prošnjo, da bi pri sasanidskem kralju kraljev  pridobil privilegij za njihova potovanja po perzijskih ozemljih in trgovanje z Bizantinci. Istemi je prošnjo zavrnil, njihovo drugo prošnjo pa je odobril in poslal sogdijsko delegacijo k sasanidskemu kralju. Kralj je dal vse člane delegacije zastrupiti.  Sogdijski diplomat Maniah je zatem prepričal Istemija, da je poslal delegacijo neposredno v bizantinsko prestolnico Konstantinopel. Delegacija je tja prispela leta 568, cesarja Justina II. bogato obdarila s svilo  in  predlagala zavezništvo proti sasanidski Perziji. Justin II. je ponudbo  sprejel  in poslal delegacijo v Turški kaganat, s čimer je zagotovil neposredno trgovanje s svilo, kot so želeli Sogdijci.
Kot Buminov brat je vladal na skrajnem zahodu njunega kaganata. Četudi je bil jabgu (vazal) je bil de facto suveren, čeprav je uradno priznaval kaganovo nadoblast. Po Hušujevi smrti je reorganiziral kaganat v tri kraljestva: vzhodno, srednje in zahodno in jih podelil Džotanu, Arslanu in Šetuju. 